# Emplectonema derjugini
Emplectonema derjugini är en djurart som tillhör fylumet slemmaskar, och som beskrevs av Ushakov 1928. Emplectonema derjugini ingår i släktet Emplectonema och familjen Emplectonematidae. Inga underarter finns listade i Catalogue of Life.